# Hvor træerne blokerer for lyset
Hvor træerne blokerer for lyset er en dansk animationsfilm fra 2020 instrueret af Jennifer Alice Wright.

## Handling
Parkbetjent Megan Patel mister sin bror under mystiske omstændigheder. I sin kamp for at forstå hvordan han døde, finder hun snart sig selv alene på en ekspedition ind i den endeløse fyrreskov. Men som hun følger sporet af sin bror ind i skoven, begynder træerne at ændre sig omkring hende. Pludseligt er Megan nye steder uden at kunne huske hvordan hun kom derhen. Næsten som om noget lokker hende dybere ind i skoven. Noget mørkt og farligt, som Megan måske ikke kan undslippe.